# Paulo Pérez
Paulo Andrés Pérez Pedrero (Temuco, Chile, 2 de febrero de 1982) es un exfutbolista chileno que jugaba en la posición de delantero.

## Trayectoria
Se formó en las inferiores de la Universidad Católica, donde debutó el día 16 de marzo de 2000 frente a Santiago Morning. Realizó grandes campañas con Santiago Wanderers hasta el punto de convertirse en uno de los jugadores más reconocidos del equipo en aquella época, culminó su período en Santiago Wanderers luego de descender en el año 2007 y ser desechado para la próxima temporada, debido al proyecto de jugadores juveniles que estaba realizando el club. Tras dos años de retiro estuvo entrenando en Santiago Wanderers esperando por una nueva oportunidad, sin embargo no consiguió un lugar en el equipo, por lo que volvió a su ciudad de origen donde reside actualmente y vive junto a su familia.

## Selección nacional
Ha sido internacional con la selección de fútbol de Chile en las categorías Sub-17, Sub-20 y Sub-23. 
Participó en el Preolímpico de Chile en el 2004, aunque finalmente no fue incluido en la lista definitiva.

## Clubes
| Club                 | País  | Año       |
| -------------------- | ----- | --------- |
| Universidad Católica | Chile | 2000-2001 |
| Deportes Antofagasta | Chile | 2002      |
| Deportes Temuco      | Chile | 2003      |
| Santiago Wanderers   | Chile | 2003-2007 |
| San Luis de Quillota | Chile | 2008      |

- Datos: Q6067540